# Verratsfall Carsten L.
Der Referatsleiter im Bundesnachrichtendienst (BND) Carsten L. soll Landesverrat durch Spionage für Russland begangen haben; der mutmaßliche Doppelagent wurde am 21. Dezember 2022 verhaftet. Am 13. Dezember 2023 begann die Hauptverhandlung vor dem Berliner Kammergericht, die mit 126 Sitzungen bis Januar 2026 dauern soll.

## Tathergang
Carsten L. und Arthur E. sollen sich am 13. Mai 2021, Christi Himmelfahrt, über Reno S., einen gemeinsamen Bekannten, bei einem Fest im Vereinsheim des TSV 1847 Weilheim kennengelernt haben. Dieser Bekannte soll Hauptfeldwebel der Bundeswehr und als stellvertretender Kreisvorsitzender der Alternative für Deutschland im Landkreis Weilheim-Schongau kommunalpolitisch aktiv sein. Reno S. und Carsten L. sollen sich über ihre Kinder gekannt haben. Bei dem Treffen soll sich L. gegenüber E. als BND-Mitarbeiter zu erkennen gegeben haben.
Im August 2022 soll sich Arthur E. mit Carsten L. erneut in Verbindung gesetzt und ihn gebeten haben, bei der Erlangung einer Niederlassungserlaubnis für Visa M. zu helfen, die jener auf regulärem Weg bislang nicht erhalten konnte. M. soll eine Beteiligung von ein bis zwei Prozent an einer angeblich milliardenschweren Kobalt-Mine in Sierra Leone in Aussicht gestellt haben. Für L. mit seinen Inflations- und Verarmungsängsten schien dies ein „gutes Rentengeschäft“ zu sein. L. habe sich zudem für E.s häufige Geschäftsreisen nach Afrika interessiert.
Carsten L., Arthur E. und Visa M. sollen sich am Montag, den 12. September 2022, im „H'ugo's Beach Club“ in Starnberg getroffen haben, wo M. Verbindungen zu russischen Geheimdiensten angedeutet habe. Er soll im Spätsommer den Kontakt zu zwei FSB-Agenten vermittelt haben. Noch am gleichen Tag soll L. als geheim eingestufte Dokumente aus der BND-Liegenschaft in Pullach gesichtet haben, die später in Russland auftauchten. Am 23. September 2022 soll sich Carsten L. mit ausgedruckten Dokumenten in einem Auto in der Nähe eines Pullacher Sportplatzes mit Arthur E. getroffen haben, der diese mit einem Smartphone abfotografierte.
Ein zweites Treffen soll am 23. September 2022 erfolgt sein. Arthur E. flog daraufhin mit den Dokumenten, etwa 40 bis 50 Seiten, via Istanbul nach Moskau. Dort traf er sich am 25. September 2022 mit zwei bewaffneten FSB-Agenten, die sich als Pavel und Gassan von der Spionageabwehr vorstellten, in einer Brasserie und übergab die Dokumente. Ein Foto des Treffens soll einen der beiden mit Visa M. zeigen, der offensichtlich auch anwesend war.
Am 4. Oktober 2022 traf sich Arthur E. erneut mit Carsten L., diesmal in der Nähe der BND-Außenstelle in der Gardeschützenkaserne in Berlin-Lichterfelde. Dort soll Arthur E. Dokumente, wieder etwa 40 bis 50 Seiten, abfotografiert haben, bei denen Carsten L. zuvor Namen unkenntlich gemacht hatte. Vom 6. bis 9. Oktober 2022 flog Arthur E. erneut nach Moskau, um die Dokumente zu übergeben. Arthur E. erhielt dort von den beiden FSB-Agenten eine 12-Punkte-Liste mit Fragen für Carsten L., darunter nach Kommandostrukturen in der Ukraine und westlichen Waffenlieferungen. Carsten L. soll vom FSB damit beauftragt worden sein, möglichst genaue Positionsdaten von Stellungen des von den ukrainischen Streitkräften eingesetzten ursprünglich US-amerikanischen Mehrfachraketenwerfers HIMARS und des von Deutschland gelieferten Flugabwehrlenkflugkörpersystems IRIS-T SLM zu beschaffen. Der FSB wünschte, Carsten L. und Arthur E. sollten die Waffensysteme mit GPS-Sendern ausstatten, damit sie für Russland verfolgbar wären. Arthur E. schickte die Liste über einen Messenger an Carsten L. Ermittler fanden sie später auf dem Mobiltelefon von Carsten L. Bei diesem zweiten Treffen habe Arthur E. auch einen Umschlag mit Bargeld in sechsstelliger Höhe als Gegenleistung für Carsten L. erhalten. Vom 31. Oktober bis 11. November 2022 soll Arthur E. via Istanbul ein drittes Mal nach Moskau gereist sein. Die FSB-Agenten sollen sich über die teilweise schlechte Lesbarkeit beschwert haben. Während die Flüge des Arthur E. in Datenbanken nachvollziehbar sind, sind es seine Grenzübertritte laut Bellingcat nicht. Dies deute darauf hin, dass der FSB versuchte, seine Reisen zu verschleiern.

## Person und Motiv
Carsten L. wurde 1970 in Göttingen geboren. Er studierte Anfang der 1990er Jahre als Soldat der Bundeswehr an einer Universität der Bundeswehr und war bei der Marine in der Fernmeldeaufklärung tätig. 2004 bewarb er sich beim BND und wechselte 2007 als Oberstleutnant in den BND
Dort war er zuletzt als Oberst (Besoldungsgruppe A 16) und Referatsleiter in der damaligen Abteilung Technische Aufklärung (TA) in Pullach im Isartal und Berlin verwendet. Mit Datum vom 13. September 2022 wurde er zum Referatsleiter U 4 B Personelle Sicherheit in Berlin ernannt. Das Referat führt unter anderem Sicherheitsüberprüfungen von Bewerbern und Mitarbeitern des BND durch. In diesem Bereich soll Carsten L. jedoch aufgrund von Urlaubszeiten kaum gearbeitet haben.
Für den BND soll er in Mazedonien, im Kosovo und in Afghanistan gewesen sein.
Carsten L. wohnte in einer Doppelhaus-Hälfte am Stadtrand von Weilheim in Oberbayern. Zudem hatte er eine Wohnung in Berlin. Beim Sportverein TSV 1847 Weilheim war er Trainer für Jugendfußballmannschaften und langjährig als Jugendleiter aktiv. Carsten L. galt in seinem Sportverein als autoritär, aber eher unauffällig. Kurz vor seiner Verhaftung beendete er die Vorstands- und Vereinstätigkeit aufgrund der Versetzung im September 2022 nach Berlin. Carsten L. war Jäger. Er soll zudem legal mehrere Waffen besessen haben. Seit April 2021 lernte er Französisch.
Bei Kollegen soll er beliebt gewesen sein sowie als kompetent, verlässlich, hilfsbereit, guter Vorgesetzter und Menschenführer gegolten haben und als „einer, der alles hundertprozentig macht“. Er soll einen Diplomatenpass geführt haben und nicht nur privat Waffen besessen, sondern auch dienstlich die Erlaubnis gehabt haben, Schusswaffen zu tragen.
2006, als Carsten L. noch bei der Bundeswehr war, soll der Militärische Abschirmdienst gegen ihn wegen eines Rechtsextremismus-Verdachts ermittelt haben, der jedoch ausgeräumt wurde. Carsten L. soll irrationale Ängste vor einer drohenden Hyperinflation und damit einhergehenden Verarmung gehabt haben. Deshalb soll er Teile seines Vermögens in Goldmünzen angelegt haben. Carsten L. soll politisch weit rechts eingestellt sein und sich radikalisiert haben. In seinem Sportverein sollen 2022 Materialien der Partei Alternative für Deutschland (AfD) von ihm gefunden worden sein, ebenso in seinem Haus und seinem Pullacher Büro. Während der Flüchtlingskrise in Europa 2015/2016 im Dezember 2015 und erneut im Dezember 2016 soll er der AfD jeweils 100 Euro gespendet haben, 2016 explizit für die Bundestagswahl 2017. Aufgrund von Flüchtlingen, die sich 2015 an einem See in der Nähe seines Heimatortes aufgehalten haben, soll er sich dort nicht mehr sicher gefühlt haben. Er soll „in etwa“ gesagt haben, er würde diese „am liebsten standrechtlich erschießen“ lassen. Andere Führungskräfte hätten dies mitbekommen und „stammtischmäßig zugestimmt“.
Carsten L. soll staatsverdrossen sein, große Wut auf die deutschen Regierung empfinden und aus seiner Verachtung gegenüber einigen Politikern keinen Hehl gemacht haben. Die Ukraine habe er verunglimpft und das russische Narrativ der Einkreisung Russlands durch die NATO übernommen. Er soll das „Vertrauen in den Staat verloren“ haben.
Carsten L. soll wegen Trunkenheit am Steuer und Beamtenbeleidigung gegen Polizisten in den 1990er Jahren jeweils mit Geldstrafen belegt worden sein. Zudem soll zweimal gegen ihn wegen Körperverletzung ermittelt worden sein. Bei der Sicherheitsüberprüfung im Rahmen seiner Bewerbung beim BND soll er diese Delikte verschwiegen haben.
Im Juli 2022 wurde die letzte routinemäßige Sicherheitsüberprüfung von Carsten L. abgeschlossen, die im März 2018 eingeleitet worden war. Mit einer Dauer von vier Jahren war sie ungewöhnlich lang. Im Rahmen dieser Sicherheitsüberprüfung befragte Personen, darunter Freunde, Bekannte und Nachbarn, sollen gesagt haben, Carsten L. „drifte nach rechts ab“, er sei „gegen Merkels Flüchtlingspolitik eingestellt“, „sehr national“, „sehr, sehr konservativ“, „erzkonservativ“, aber innerhalb des demokratischen Spektrums, und stehe auf dem Boden der freiheitlichen demokratischen Grundordnung. Ein Freund soll jedoch seit zwei Jahren keinen Kontakt zu Carsten L. gehabt haben. Die Sicherheitsüberprüfung endete, ohne dass sich aus einer sicherheitserheblichen Erkenntnis ein Sicherheitsrisiko ergeben hätte.
Carsten L. soll im Job frustriert gewesen sein. In privaten Gesprächen soll er wiederholt abfällig über den BND gesprochen und gegen diesen gewettert haben. Mit seiner Versetzung nach Berlin im September 2022 im Rahmen einer Reorganisation des BND soll er sich sehr unzufrieden gegeben haben, obwohl er sich für diese Stelle selbst beworben hatte.

## Mittäter

### Arthur E.
Das Bundeskriminalamt verhaftete den 31-jährigen Deutschen mit deutsch-russischem Hintergrund Arthur E. am 22. Januar 2023 am Flughafen München bei seiner Einreise aus Miami in den Vereinigten Staaten, der des Landesverrats in Mittäterschaft dringend verdächtig ist. Der Vollzug der Untersuchungshaft wurde angeordnet.
Arthur E. ist nicht im BND beschäftigt und soll mit Edelmetallen, Edelsteinen und Diamanten handeln. Er soll eine schillernde Figur mit großem Ego sein. Er soll 1991 im Raum Wolgograd geboren worden sein und übersiedelte bald darauf mit seiner Familie als Spätaussiedler nach Deutschland. 1999 soll er aus der russischen Staatsbürgerschaft entlassen worden sein und habe fortan nur noch die deutsche Staatsangehörigkeit gehabt. Im Januar 2009, kurz vor seinem 18. Geburtstag, trat er als Soldat auf Zeit mit einer Verpflichtungszeit von zwölf Jahren in die Bundeswehr ein. Dort soll er zum IT-Unteroffizier und Fernmelder ausgebildet und in Mainz eingesetzt worden sein. Im Sommer 2015 soll er an der Führungsunterstützungsschule der Bundeswehr in Feldafing um seine vorzeitige Entlassung gebeten haben, die Ende Juli 2015 erfolgte. In der Bundeswehr soll er nie negativ aufgefallen sein. Anderen Darstellungen zufolge war er in der Fernmeldeaufklärung tätig, möglicherweise aufgrund seiner Russischkenntnisse. Er soll jedoch von der Truppe unerlaubt abwesend in Russland gewesen und deshalb 2015 vorzeitig und unfreiwillig entlassen worden sein. Später soll er nach Moskau gezogen sein und dort ein Jahr im Hotel Ritz-Carlton gewohnt haben.
In Moskau soll Arthur E. den russischen Geschäftsmann Visa M. kennen gelernt haben. Dieser soll in Grosny in Tschetschenien geboren sein und ein Vermögen mit der Herstellung von Kindernahrung und im Bergbau in Afrika gemacht haben. Arthur E. soll Minenanteile erworben haben und in den Rohstoffhandel eingestiegen sein. Visa M. soll in der Moskauer Elite gut vernetzt sein, aber nach Beginn des Ukrainekrieges den Wunsch entwickelt haben, Russland dauerhaft zu verlassen.
Arthur E. war in einer unauffälligen, eher anonymen Umgebung in einem Mehrfamilienhaus im Südwesten Münchens gemeldet. Er war ein Vielflieger und reiste häufig, darunter nach Aserbaidschan, Brasilien, China (Shanghai), Georgien, Ghana, Guinea-Bissau, Israel, Katar, Russland, Schweiz, Serbien, Senegal, Sierra Leone, in die Vereinigten Arabischen Emirate und die Vereinigten Staaten. Seit 2019 reiste er insgesamt 45 mal nach Moskau, davon seit Beginn des Ukrainekrieges 6 mal. Auch zu Beginn des Ukrainekrieges hielt sich Arthur E. bis Anfang April 2022 in Moskau auf. Von Moskau reiste er wiederholt nach Dubai. In Russland hielt er sich auch in Kasan, Kirow, Nischnekamsk und Sotschi auf.
Im Mai 2022 soll Arthur E. an einer Veranstaltung des russischen Fahrzeugherstellers KAMAZ teilgenommen haben, als Geschäftsführer der Firma Jamal Trading aus Sierra Leone. Mit einer Partnerin meldete er eine Import-Export-Firma in Frechen bei Köln an. Sein Name soll auch in Zusammenhang mit Öl-Geschäften in Nigeria auftauchen.
Arthur E. soll einige Tage vor seiner Verhaftung in Deutschland von der US-amerikanischen Bundespolizei Federal Bureau of Investigation in den USA aufgesucht worden sein, die ihn schon länger im Visier gehabt haben soll. Einer anderen Darstellung zufolge soll Arthur E. zunächst am Flughafen von der Transportation Security Administration angesprochen worden sein, möglicherweise wegen seiner zahlreichen Reisen, aber nicht wegen eines Spionageverdachts. Die Frage zu Kontakten zu Nachrichtendiensten beantwortete er wahrheitsgemäß. Daraufhin wurde er zur weiteren Befragung dem FBI überstellt. Arthur E. vertraute sich diesem an. Das FBI las Handys, Laptop und eine Festplatte von Arthur E. aus. Er hatte zusammen mit seiner Frau, einer russischen Zahnärztin, seinen Schwager besucht, der in Florida lebt. Das FBI begleitete Arthur E. nach Deutschland.
Mutmaßliche Schutzbehauptung des Arthur E. ist, dass er glaubte, bei seinen Treffen mit dem FSB in offizieller geheimer Mission für den BND tätig gewesen zu sein, woran ihm angeblich erst später Zweifel gekommen seien. Carsten L. soll Arthur E. jedoch tatsächlich als potenzielle nachrichtendienstliche Verbindung getippt haben. Auf seinen Afrikareisen solle er nebenbei Informationen beschaffen. Im BND soll er die Bezeichnung „Puffotter“ erhalten haben; er soll eine Vorliebe für Bordell-Besuche gehabt haben.

### Weitere Personen
In Verdacht geraten war auch eine Mitarbeiterin von Carsten L., von der er sich Verschlusssachen hatte vorlegen lassen. Ihre Wohnung wurde am 21. Dezember 2022 ebenfalls durchsucht. Sie galt zunächst als Hauptverdächtige, weil sie im Auftrag von Carsten L. auf die verratenen Dokumente zugegriffen hatte, um sie ihm vorzulegen. Der Spionageverdacht gegen sie bestätigte sich indes nicht, weil sie arglos handelte, ohne die Verratsabsichten zu kennen.
Arthur E. soll den Geldumschlag am Flughafen München im November 2022 einem weiteren BND-Angehörigen, Dr. S., übergeben haben, der ihn vor der Pass- und Zollkontrolle aus dem Flughafengebäude geschleust habe. Er soll ein gelbes Schild als Erkennungszeichen in der Hand gehalten haben. Gegen den BND-Angehörigen wurde ein Ermittlungsverfahren eingeleitet. Viel spricht jedoch dafür, dass er unwissentlich eingespannt wurde.
Carsten L. soll einen Verbindungsführer dazu verleitet haben, Arthur E. als nachrichtendienstliche Verbindung aufzunehmen mit dem Argument, dieser habe gute Kontakte in Afrika.

## Verratsumfang
Im Jahr 2022 soll Carsten L. Informationen, die ein Staatsgeheimnis darstellen, an den russischen Inlandsgeheimdienst FSB übergeben haben. Dabei soll es sich unter anderem um ausgedruckte Screenshots geheimer Tabellen und Daten zu russischen Opferzahlen im Ukrainekrieg gehandelt haben, die der BND wohl im Rahmen verdeckter Operationen abgefangen hatte. Mit den Dokumenten waren dem russischen Geheimdienst möglicherweise Rückschlüsse auf die Spionagemethoden des BND möglich. Der BND geht davon aus, dass der FSB Carsten L. langfristig an sich binden wollte. Arthur E. soll dem FSB eine mehr als 100-seitige, von Carsten L. verfasste Zusammenstellung übergeben haben, wie der BND spurlos in geheime russische Telefonverbindungen, Funkkanäle und Internetzugänge eindringen konnte. Carsten L. soll Informationen aus einer laufenden Operation mit einem Partnerdienst, die die Ausforschung von Kommunikationsstrukturen zum Ziel hatte und wahrscheinlich Informationen über das russische militärische Vorgehen im Ukrainekrieg geliefert hat, verraten haben. Des Weiteren verriet er dem russischen Geheimdienst, dass der BND sich in die interne Kommunikation der Söldnertruppe Wagner gehackt und vieles an Kommunikation mitgelesen hatte.
Während seiner Tätigkeit in der Abteilung Technische Aufklärung soll Carsten L. umfangreiche Zugänge zu Informationen aus der Fernmeldeaufklärung gehabt haben, darunter auch Aufkommen von ausländischen Nachrichtendiensten. Carsten L. habe sich wiederholt Verschlusssachen zu Russland und dem Ukrainekrieg vorlegen lassen.
Carsten L. soll dem FSB später nur noch wertloses Material geliefert haben, möglicherweise um sich vom FSB zu lösen.
Laut Anklage soll Carsten L. an Russland verraten haben, dass der Westen einen internen Messenger-Dienst mit dem Namen „Kod“ der Gruppe Wagner mitlesen konnte, worauf später auch der BND Zugriff erhielt. Zum Verratszeitpunkt kämpfte die Gruppe Wagner im Ukrainekrieg in Bachmut. Infolge des Verrats soll Wagner angeordnet haben, auf einen anderen Kanal zu wechseln. Auch Anhänge seien für den BND nicht mehr lesbar gewesen. Die Chat-Nachrichten sollen ein detailliertes Bild über Verluste, Taktiken und Ziele geliefert haben. Die übergebenen Dokumente sollen einen Umfang von 73 DIN-A4-Seiten gehabt haben.

## Strafverfolgung

### Ermittlungen und Verhaftung
Ausgangspunkt der Ermittlungen gegen Carsten L. war im Oktober 2022 der Hinweis, wonach Russland über BND-Unterlagen verfüge. Der Hinweis soll laut Aussage des BND-Präsidenten das Ergebnis einer gemeinsamen Operation des BND mit einem Partner-Nachrichtendienst sein; anderen Darstellungen zufolge kam die Warnung vor einem Maulwurf im BND von einem ausländischen Nachrichtendienst. Eine Überprüfung, wer im BND auf diese Unterlagen zugegriffen hatte, engte den möglichen Täterkreis ein. Dadurch richtete sich der Verdacht zunächst auf eine Kollegin von Carsten L., von der er sich die Unterlagen hatte vorlegen lassen. Die junge Frau, die erst vor Kurzem ihr Studium beendet hatte und in den BND eingetreten war, wurde mehrere Wochen vom BND observiert. Später wurde auch Carsten L. vom BND observiert, darunter bei einem Urlaub im Ausland im Dezember 2022.
Bereits Wochen vor der Verhaftung von Carsten L. wurde Bundeskanzler Olaf Scholz über den möglichen Verratsfall informiert. Die Verhaftung erfolgte am 21. Dezember 2022 durch das Bundeskriminalamt wegen des dringenden Tatverdachts auf Landesverrat. Der Vollzug der Untersuchungshaft wurde angeordnet, wozu Carsten L. in die Justizvollzugsanstalt München gebracht wurde. Später wurde er in die Justizvollzugsanstalt Moabit in Berlin verlegt, wo auch Arthur E. einsitzt. Das Haus von Carsten L. sowie seine Berliner Wohnung und sein Büro in Berlin-Mitte und eine weitere Liegenschaft wurden durchsucht. Die Ermittlungen führt der Generalbundesanwalt beim Bundesgerichtshof. In einem Schließfach von Carsten L. fanden Ermittler eine Bargeldsumme in Höhe von 400.000 Euro in vier mit Tesa-Film verschlossenen DIN-A4-Umschlägen, mutmaßlich der Agentenlohn. Auf eine mögliche Erpressung als Tatmotiv soll es keine Hinweise geben.
BND-intern soll der Verratsfall durch ein Sicherheitsteam aufgeklärt werden. Die Innenrevision des BND ist mit der Aufarbeitung des Vorfalls und weiterer Auffälligkeiten beauftragt. Nach eigenen Angaben will der BND alle Aspekte des Falls einer selbstkritischen Prüfung unterziehen.

### Anklage und Hauptverhandlung
Am 24. August 2023 erhob der Generalbundesanwalt beim Bundesgerichtshof vor dem Staatsschutzsenat (6. Strafsenat) des Kammergerichts in Berlin Anklage wegen mutmaßlichem besonders schwerem Landesverrat in zwei Fällen gegen Carsten L. und Arthur E. Das Gericht ließ die Anklage zu und eröffnete die Hauptverhandlung am Mittwoch, den 13. Dezember 2023. Die Hauptverhandlung wird geleitet vom Vorsitzenden Richter am Kammergericht Detlev Schmidt, unter dem Aktenzeichen 6 St. 1/23. Weitere Angehörige des Senats sind die Richterinnen und Richter am Kammergericht Düffer, Bornemann, Kammerdiener und Schüler-Dahlke. Die Anklage wird durch Oberstaatsanwalt beim Bundesgerichtshof Lars Malskies vertreten. Carsten L. wird durch Johannes Eisenberg verteidigt, Arthur E. durch Giuseppe Olivo. Geplant waren zunächst 51 Verhandlungstage bis Juli 2024, dann bis Mitte Dezember 2024. Bis Ende Oktober 2024 gab es 57 Prozesstage mit 45 Zeugen; 75 weitere Verhandlungstage waren bis Januar 2026 geplant. Die Hauptverhandlung findet in Saal 145a des Kammergerichts unter hohen Sicherheitsauflagen statt. Laptop, Handy, Armbanduhren und eigene Stifte sind verboten. Gemäß Anklage soll Carsten L. 450.000 Euro und Arthur E. 400.000 Euro Agentenlohn erhalten haben. Teile der Hauptverhandlung finden unter Ausschluss der Öffentlichkeit statt. In der Justizvollzugsanstalt Moabit hat Carsten L. Arthur E. ein Kassiber zukommen lassen, indem er ihn zum Schweigen im Prozess aufforderte. Das Kassiber wurde entdeckt und der Haftbefehl des Carsten L. deshalb um den Haftgrund der Verdunkelungsgefahr erweitert.
Am 13. März 2024 sagte BND-Präsident Bruno Kahl in der Hauptverhandlung als Zeuge aus, insbesondere zu den Folgen des mutmaßlichen Verrats. Auch eine FBI-Agentin sagte aus. Durch Begrenzung der Aussagegenehmigung war die Rolle des FBI nur begrenzt vor Gericht erkennbar. Verhandlungstermine sind bis in das Jahr 2026 angesetzt.

## Reaktionen
Der Fall Carsten L. löste verschiedene Reaktionen aus. Der BND könnte gegenüber westlichen Partnern an Vertrauen verloren haben, die ihre geheimen Informationen beim BND nicht mehr sicher wähnten. Dies könnte die Zusammenarbeit erschweren, was jedoch kritisch sei, weil von deren Informationen, etwa zur Verhinderung von Terroranschlägen, eine hohe Abhängigkeit herrsche. Zwischenzeitlich sollen die USA und Großbritannien weniger Informationen mit dem BND geteilt haben.
Der langjährige Beauftragte für die Nachrichtendienste des Bundes, Bernd Schmidbauer, merkte an, dass auch in der CIA die Spionage des Leiters der russischen Gegenspionage Aldrich Ames bis 1994 jahrelang unentdeckt geblieben sei.
Der BND und das vorgesetzte Bundeskanzleramt sollen an einer Verbesserung des Sicherheitskonzeptes für den BND auch mit technischen Mitteln arbeiten. Zudem soll auch das BND-Gesetz angepasst werden, um die Befugnisse von Sicherheitspersonal bei der Kontrolle eigener Mitarbeitenden zu erweitern.